# Struppen
Struppen é um município da Alemanha, situado no distrito de Sächsische Schweiz-Osterzgebirge, no estado da Saxônia. Tem 20,68 km² de área, e sua população em 2019 foi estimada em 2.512 habitantes.